# Conseil de la rivière Edward
Le conseil de la rivière Edward (en anglais : Edward River Council) est une zone d'administration locale située dans l'État de Nouvelle-Galles du Sud en Australie. Son chef-lieu est Deniliquin. 

## Géographie
Le conseil s'étend sur 8 881 km2 dans la Riverina au sud-ouest de la Nouvelle-Galles du Sud. Son territoire est traversé par la rivière Edward qui est une anabranche du Murray.

### Villes et villages
La ville la plus importante et siège du conseil est Deniliquin. Les autres localités sont Blighty, Booroorban, Conargo, Mayrung, Morago, Pretty Pine et Wanganella.

## Historique
Le conseil est créé le 12 mai 2016 par la fusion du conseil de Deniliquin et du comté de Conargo. Un administrateur provisoire est nommé pour gérer le conseil en attendant les premières élections.

## Démographie
La population s'élevait à 8 851 habitants en 2016.

## Politique et administration
Le conseil est formé de neuf membres élus pour un mandat de quatre ans, qui à leur tour élisent le maire pour deux ans. À la suite des élections du 4 décembre 2021, le conseil est formé d'indépendants.

### Liste des maires
| Période           | Période      | Identité     | Étiquette    | Qualité |
| ----------------- | ------------ | ------------ | ------------ | ------- |
| 20 septembre 2017 | janvier 2022 | Norm Brennan | Indépendant  |         |
| 11 janvier 2022   | en fonction  | Peta Betts   | Indépendante |         |